# GrapheneOS
GrapheneOS — це мобільна операційна система з відкритим вихідним кодом на базі Android, орієнтована на конфіденційність і безпеку для окремих смартфонів Google Pixel.

## Історія
GrapheneOS, раніше відома як CopperheadOS, була заснована наприкінці 2014 року Деніелом Мікеєм. Цей проєкт об'єднав його попередні розробки з відкритим вихідним кодом у сфері конфіденційності/безпеки. Спочатку проєкт створив malloc-порт OpenBSD до Bionic libc для Android та порт патчів ядра PaX до ядра підтримуваних пристроїв. Головний розробник, Деніел Мікей, спочатку працював над CopperheadOS, доки розкол щодо ліцензування програмного забезпечення між співзасновниками Copperhead Limited не призвів до звільнення Мікей з компанії в 2018 році. Після інциденту Мікей продовжив роботу над проєктом Android Hardening, який було перейменовано на GrapheneOS і анонсовано у квітні 2019 року.
За словами Демієна Вайлда з 9to5Google, GrapheneOS випустила Android 12L для Pixel раніше, ніж Google, поступаючись ProtonAOSP. Застосунки GrapheneOS «Secure Camera» і «Secure PDF Viewer» (на основі pdf.js) були випущені в Google Play Store і GitHub.

## Особливості

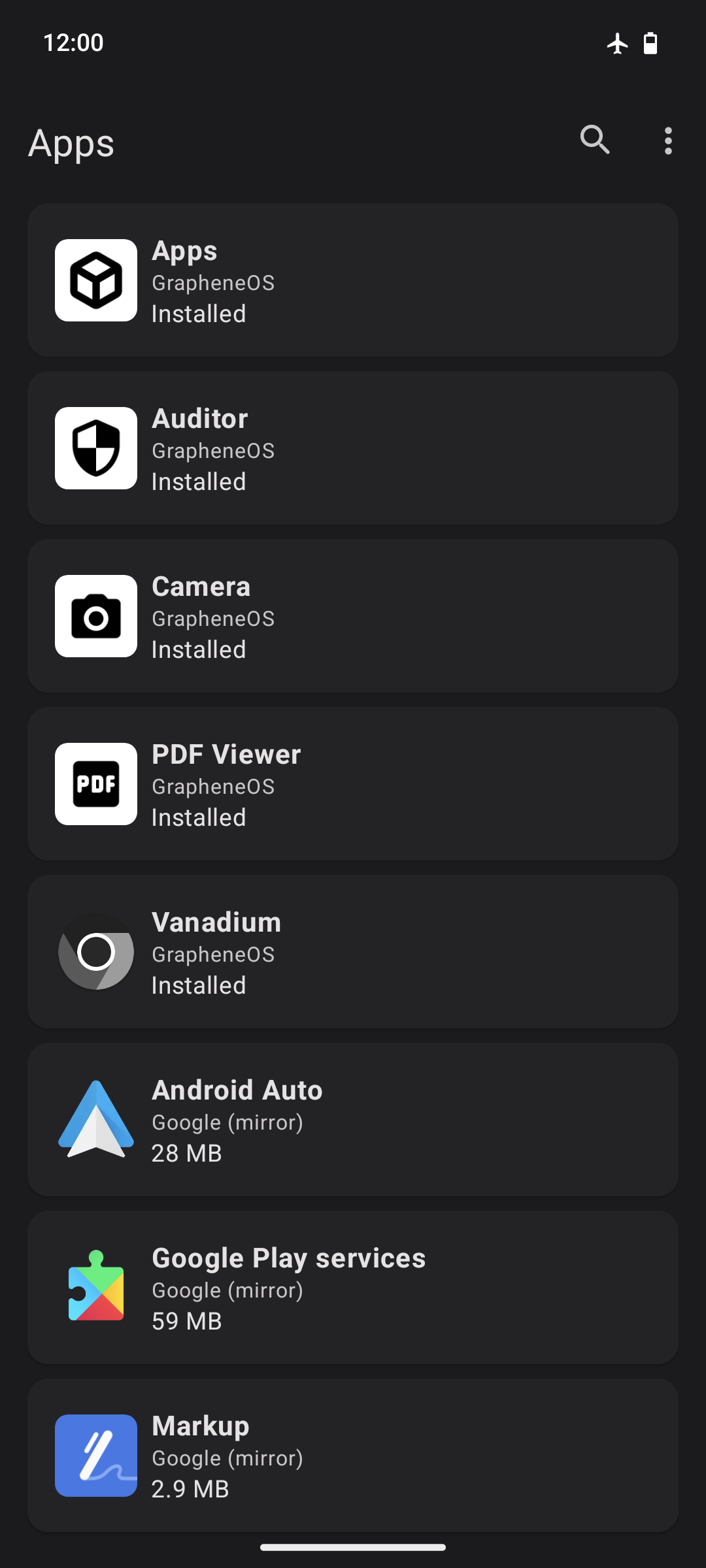
Магазин застосунків за замовчуванням у GrapheneOS

Станом на червень 2024 року GrapheneOS офіційно підтримує більшість актуальних пристроїв Google Pixel (Pixel 4/5/6/7/8, Pixel Fold, Pixel Tablet). За замовчуванням застосунки Google не встановлюються з GrapheneOS, але користувачі можуть інсталювати Google Services із застосунка «Програми», який вбудовано в GrapheneOS. Сервіси Google з ізольованим програмним середовищем повинні надавати доступ до Google Play Store і застосунків, які залежать від сервісів Google, а також до таких функцій, як push-сповіщення і внутрішні платежі у застосунках.
GrapheneOS розробила безпечний веб-браузер на основі Chromium і реалізацію WebView, відому як Vanadium.
При встановленні кожного застосунка GrapheneOS вимикає доступ до мережі та дає можливість налаштувати дозволи для датчиків. GrapheneOS також рандомізує MAC-адреси для кожного з'єднання за замовчуванням і включає опцію шифрування PIN-коду для екрану блокування. Також, включено апаратну програму атестації, відому як Auditor.
GrapheneOS використовує власну реалізацію malloc та модифіковану версію libc із захистом від пошкодження пам'яті, більш суворе розділення адресного простору процесів, SELinux та seccomp-bpf для гарантування ізоляції застосунків. ядро містить багато додаткових механізмів безпеки, наприклад, slub додає канаркові мітки для блокування переповнення буфера.
В оновленні 2024053100 захищеної мобільної платформи GrapheneOS з'явилася функція екстреного блокування даних на випадок, якщо користувача примушуватимуть розблокувати екран або при появі загрози потрапляння смартфона до ворога. Тепер можна встановити додатковий пароль і PIN-код, введення яких призведе до стирання всіх ключів в апаратній пам'яті, включно з тими, що використовуються для шифрування даних на накопичувачі, а також до стирання eSIM і перезавантаження. Власник пристрою може ввести руйнівний PIN-код і заблокувати дані без шансів на відновлення.

## Рецензії
У 2019 році Георг Піхлер з Der Standard та інші джерела новин процитували слова Едварда Сноудена, сказані ним у Twitter: «Якби я сьогодні налаштовував смартфон, я б використав GrapheneOS Деніела Мікея як базову операційну систему». Обговорюючи, чому сервіси не повинні змушувати користувачів встановлювати пропрієтарні застосунки, Леннарт Мюленмаєр з netzpolitik.org запропонував GrapheneOS як альтернативу Apple або Google. Svět Mobilně та Webtekno підтримали думку, що GrapheneOS є гарною заміною стандартного Android, орієнтованою на безпеку та конфіденційність. У детальному огляді GrapheneOS для Golem.de Моріц Треммель і Себастьян Грюнер заявили, що вони змогли використовувати GrapheneOS так само, як і інші Android, але насолоджуючись більшою свободою від Google, не помічаючи відмінностей від «додаткового захисту пам'яті, але це так і повинно бути». Вони дійшли до висновку, що GrapheneOS не може змінити те, як «пристрої Android стають сміттям не пізніше ніж через три роки», але «вона може краще захистити пристрої протягом терміну їх служби, захищаючи при цьому конфіденційність».
У червні 2021 року в Cellular News були опубліковані огляди на GrapheneOS, KaiOS, AliOS та Tizen OS. GrapheneOS назвали «мабуть найкращою мобільною операційною системою з точки зору конфіденційності та безпеки», однак вони розкритикували її за незручність для користувачів, сказавши, що «GrapheneOS повністю позбавлена Google і залишиться такою назавжди — принаймні згідно з даними розробників». Вони також помітили «невелике зниження продуктивності» і сказали, що "повне завантаження програми може зайняти дві секунди, навіть якщо це лише програма «Налаштування».
У березні 2022 року Джо Федева, написав для How-To Geek, що на відміну від стандартних версій Android, програми Google не були включені через занепокоєння щодо конфіденційності, а GrapheneOS не містила магазину програм за замовчуванням. Замість цього, запропонував використовувати F-Droid. В огляді GrapheneOS, встановленої на Pixel 3, після тижня використання, Джонатан Ламонт з MobileSyrup висловив думку, що GrapheneOS продемонструвала залежність Android від Google. Він назвав процес встановлення GrapheneOS «простим» і зробив висновок, що йому подобається GrapheneOS, але розкритикував подальшу експлуатацію у порівнянні з використанням стокового Pixel або iPhone, пояснивши свій досвід його «надмірною залежністю від програм Google». Та відсутність деяких «розумних» функцій у стандартних програмах для клавіатури та камери GrapheneOS у порівнянні з програмним забезпеченням від Google. У своїй публікації ро перші враження тижнем раніше Ламонт сказав, що після легкої інсталяції виникли проблеми з дозволами в застосунку Google Messages і труднощі з імпортом контактів; потім Ламонт зробив висновок: «Той, хто шукає зручність, може уникати GrapheneOS або інших орієнтованих на конфіденційність програм Android, оскільки підвищення рівня конфіденційності часто відбувається за рахунок зручності та простоти використання». У липні 2022 року Чарлі Осборн із ZDNet запропонував людям, які підозрюють зараження Pegasus, використовувати додатковий пристрій із GrapheneOS для безпечного зв'язку.